# ヨハン・ヴィルヘルム・シルマー
ヨハン・ヴィルヘルム・シルマー（ドイツ語: Johann Wilhelm Schirmer, 1807年9月7日 - 1863年9月11日）はドイツの画家である。

## 略歴
現在のノルトライン＝ヴェストファーレン州にあるユーリヒで生まれた。ユーリヒは1794年から1814年までフランスが占領した町で、シルマーも1814年の「ユーリヒの包囲戦」を体験した。父親の製本業の見習いをした後、独学で絵を修行して、1826年から、デュッセルドルフ美術アカデミーで学んだ。フリードリッヒ・ヴィルヘルム・フォン・シャドーやハインリヒ・クリストフ・コルベに学び、カール・フリードリヒ・レッシングに影響を受け風景画を描くようになった。
1834年から美術アカデミーの助手として教え初め、1839年から教授となった。レッシングとともに、デュッセルドルフ美術アカデミーにおける風景画のスタイルを確立した。1836年にオランダを旅し、フランスの画家、カミーユ・サグリオに招かれて、ノルマンディーの旅の後、シルマーの作品の色調は明るいものになった。1840年にイタリアを訪れた後は宗教的な題材の絵画も描くようになった。
1854年に後にバーデン大公国の大公になるフリードリヒ1世によってカールスルーエに新たに創設された美術学校の初代校長に任じられ、カールスルーエに移った。カールスルーエで教えた学生には、ハンス・トーマやルドルフ・エップ、アントン・フォン・ヴェルナーらがいる。

## 作品

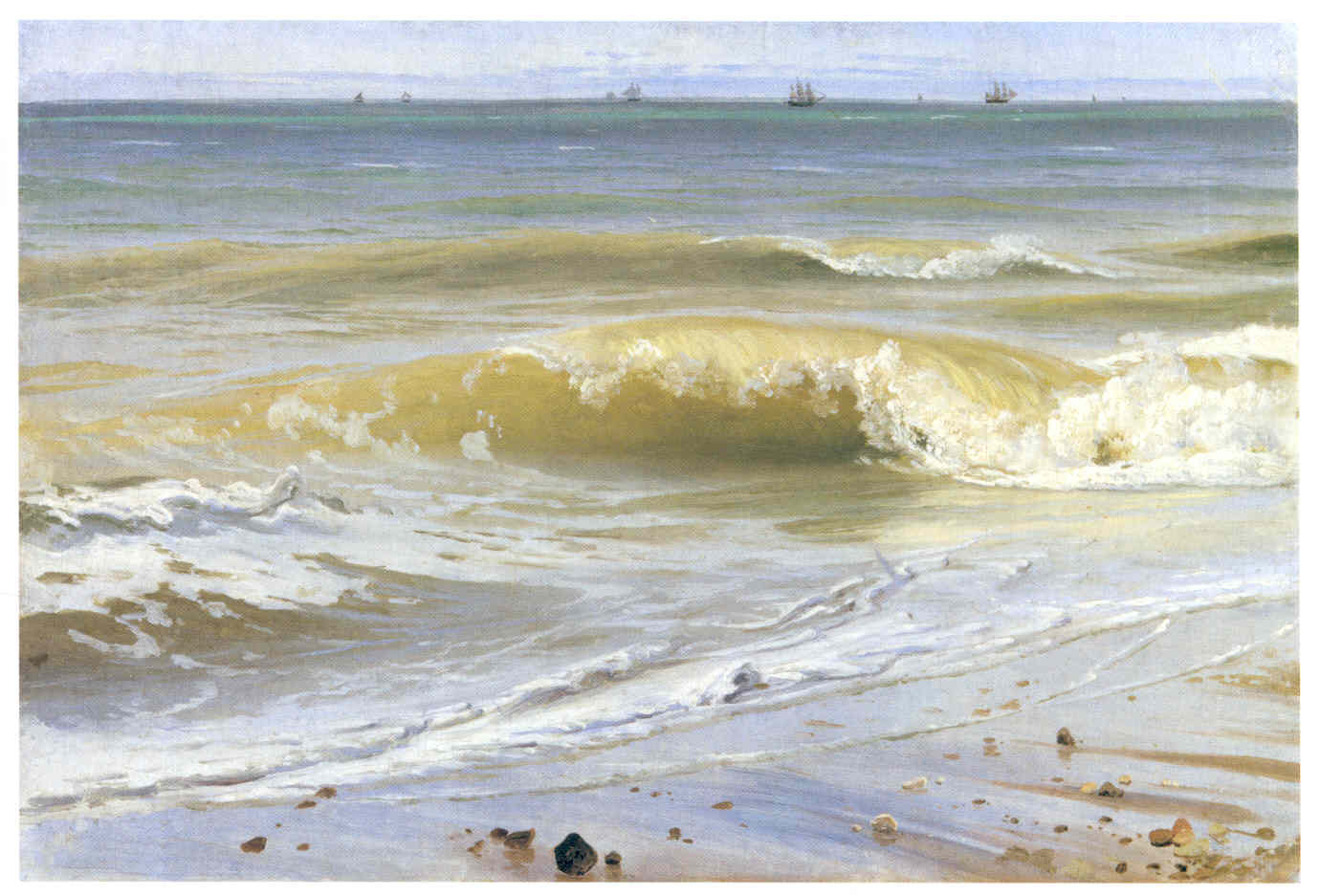
「遠い船と海の波」
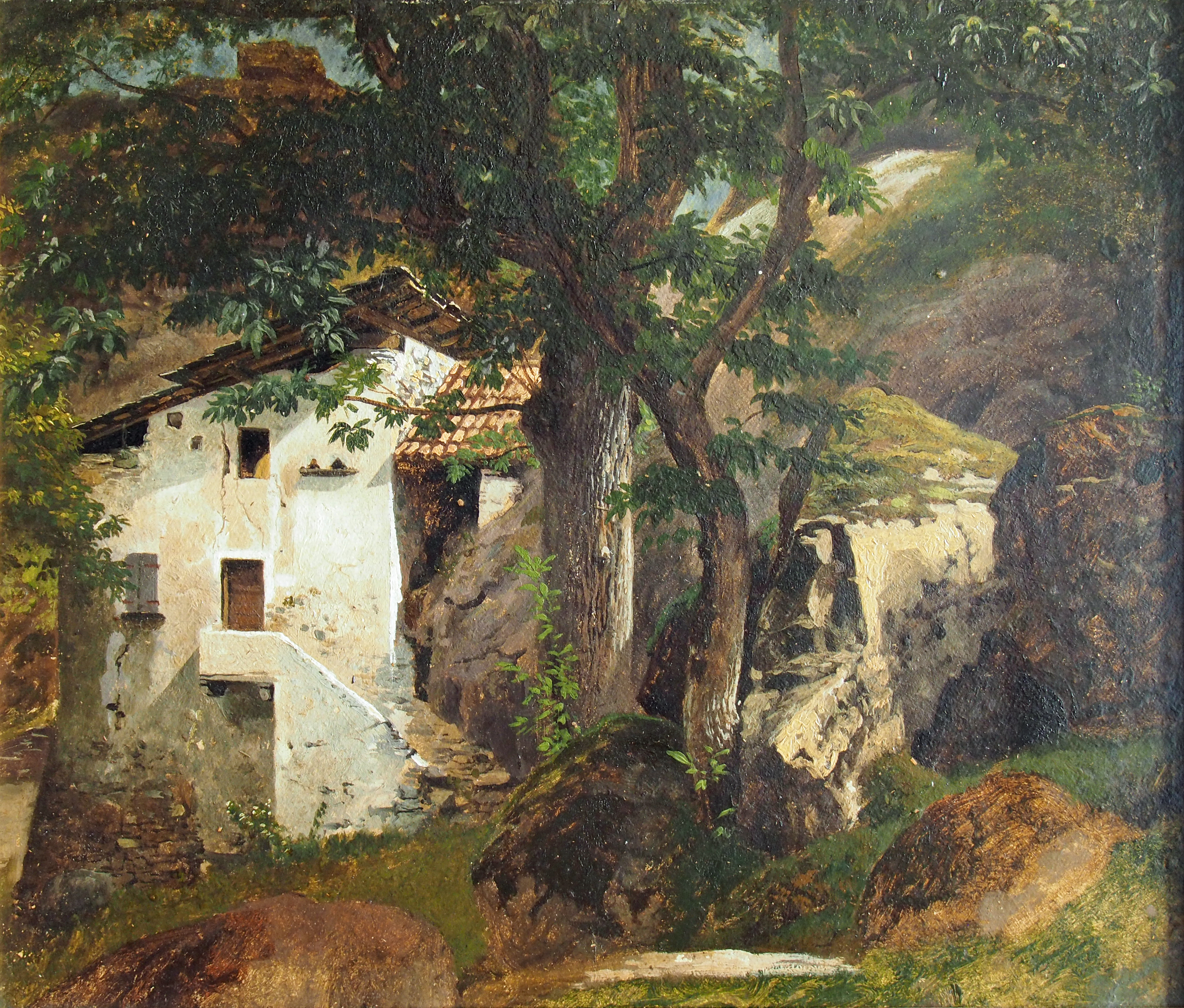
「南チロルの民家」
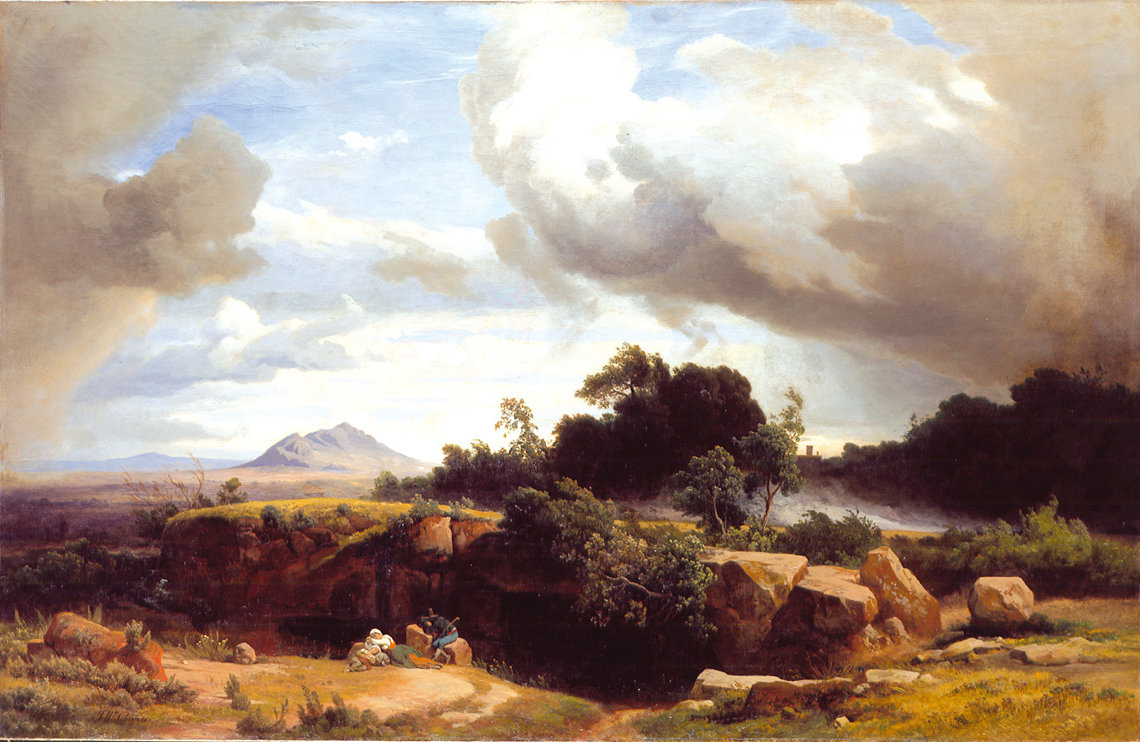
「ローマのカンパーニャの嵐」
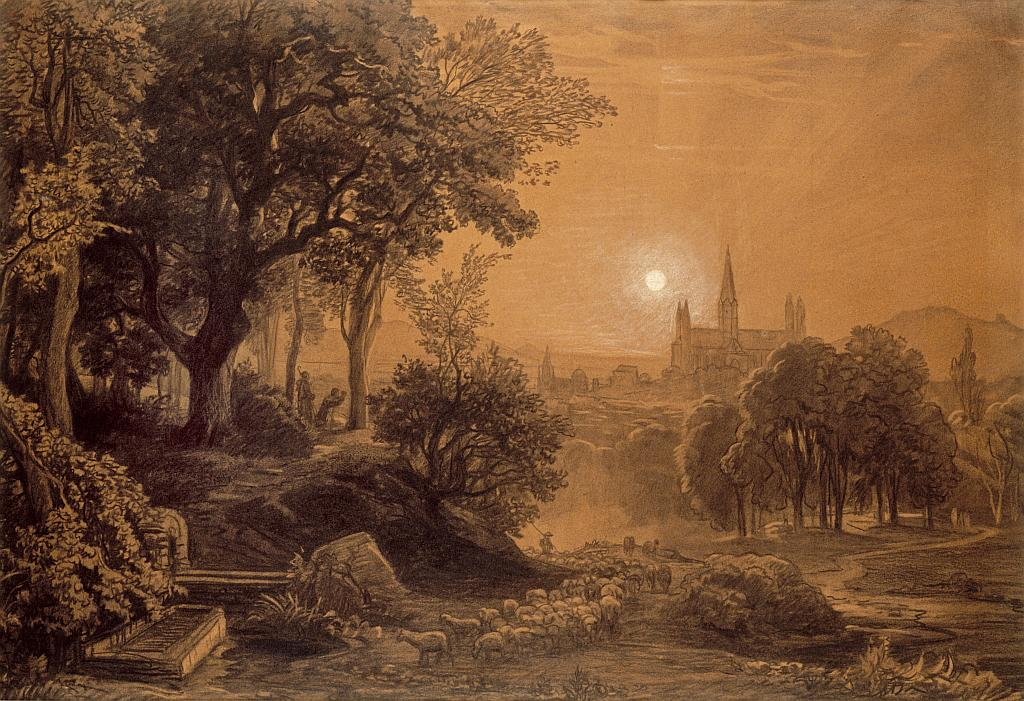
「羊の群れのいる風景」
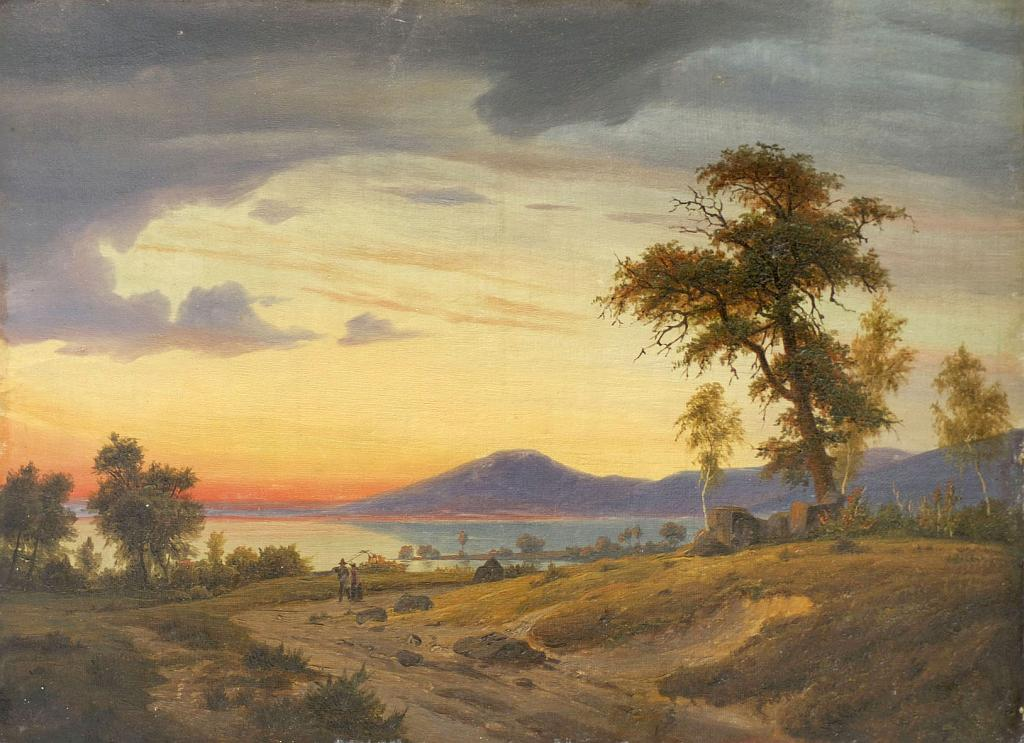
ライン河畔の風景
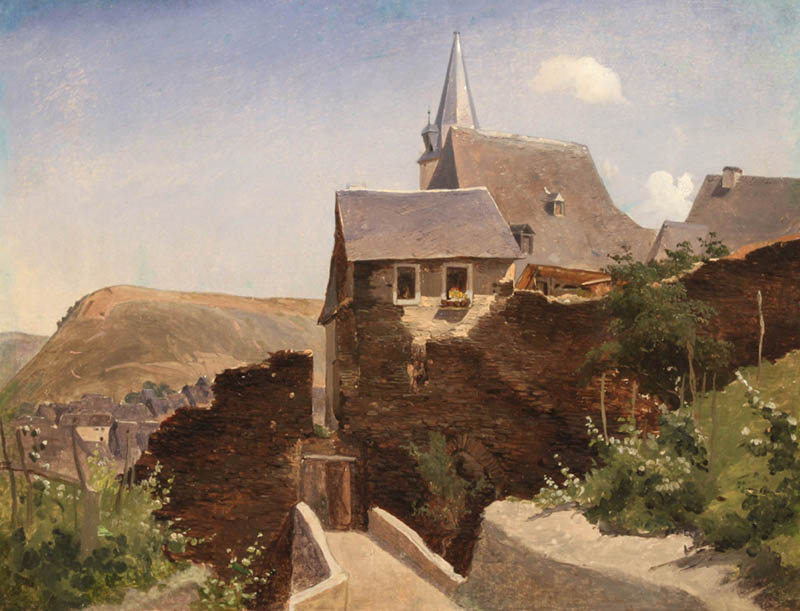
「バッハラッハの風景」